# Ditrichum atlanticum
Ditrichum atlanticum là một loài rêu trong họ Ditrichaceae. Loài này được Thér. & Trab. J.-P. Frahm & Seppelt mô tả khoa học đầu tiên năm 1987.